# 未来の文学
『未来の文学』（みらいのぶんがく）は、2004年から2021年にかけて国書刊行会から刊行された、1960年代から1970年代の先端的な英米SF文学の叢書。第二期からはアンソロジーも加わった。装丁は下田法晴と大西裕二（s.f.d）。
カバー付きハードカバー、四六版。全20巻。

## 刊行一覧

### 第一期
- 『ケルベロス第五の首』（ジーン・ウルフ、柳下毅一郎訳） 2004.7　ISBN 4-336-04566-6
- 『エンベディング』（イアン・ワトスン、山形浩生訳） 2004.10　ISBN 4-336-04567-4
- 『アジアの岸辺』（トマス・M・ディッシュ、若島正編訳、浅倉久志,渡辺佐智江,伊藤典夫,林雅代,大久保寛訳） 2004.12　ISBN 4-336-04569-0
「降りる」
「争いのホネ」
「リスの檻」
「リンダとダニエルとスパイク」
「カサブランカ」
「アジアの岸辺」
「国旗掲揚」
「死神と独身女」
「黒猫」
「犯ルの惑星」
「話にならない男」
「本を読んだ男」
「第一回パフォーマンス芸術祭、於スローターロック戦場跡」
- 『ヴィーナス・プラスX』（シオドア・スタージョン、大久保譲訳） 2005.5　ISBN 4-336-04568-2
- 『宇宙舟歌』（R・A・ラファティ、柳下毅一郎訳） 2005.10　ISBN 4-336-04570-4

### 第二期
- 『デス博士の島その他の物語』（ジーン・ウルフ、浅倉久志,伊藤典夫,柳下毅一郎訳） 2006.2　ISBN 4-336-04736-7
「デス博士の島その他の物語」
「アイランド博士の死」
「死の島の博士」
「アメリカの七夜」
「眼閃の奇蹟」
「まえがき」
- 『ベータ2のバラッド』（若島正編、アンソロジー〈未来の文学〉） 2006.5　ISBN 4-336-04739-1
「ベータ2のバラッド」（サミュエル・R・ディレイニー）
「四色問題」（バリントン・J・ベイリー）
「降誕祭前夜」（キース・ロバーツ）
「プリティー・マギー・マネーアイズ」（ハーラン・エリスン）
「ハートフォード手稿」（リチャード・カウパー）
「時の探検家たち」（H・G・ウェルズ）
- 『グラックの卵』（浅倉久志編、アンソロジー〈未来の文学〉） 2006.9　ISBN 4-336-04738-3
「見よ、かの巨鳥を!」（ネルスン・ボンド）
「ギャラハー・プラス」（ヘンリー・カットナー）
「モーニエル・マサウェイの発見」（ウイリアム・テン）
「ガムドロップ・キング」（ウィル・スタントン）
「マスタースンと社員たち」（ジョン・スラディック）
「グラックの卵」（ハーヴェイ・ジェイコブス）
- 『ゴーレム100』（アルフレッド・ベスター、渡辺佐智江訳） 2007.6　ISBN 978-4-336-04737-3
- 『限りなき夏』（クリストファー・プリースト、古沢嘉通編訳） 2008.5　ISBN 978-4-336-04740-3
「限りなき夏」
「青ざめた逍遙」
「逃走」
「リアルタイム・ワールド」
「赤道の道」
「火葬」
「奇跡の石塚（ケルン）」
「ディスチャージ」
- 『歌の翼に』（トマス・M・ディッシュ[1]、友枝康子訳） 2009.9　ISBN 978-4-336-05116-5

### 第三期
- 『ダールグレン』I - II（サミュエル・R・ディレイニー[1]、大久保譲訳） 2011.6　ISBN 978-4-336-04741-0 / ISBN 978-4-336-04742-7
- 『奇跡なす者たち』（ジャック・ヴァンス、浅倉久志編訳、酒井昭伸訳） 2011.9　ISBN 978-4-336-05319-0
「フィルスクの陶匠」
「音」
「保護色」
「ミトル」
「無因果世界」
「奇跡なす者たち」
「月の蛾」
「最後の城」
- 『第四の館』（R・A・ラファティ、柳下毅一郎訳） 2013.4　ISBN 978-4-336-05322-0
- 『古代の遺物』（ジョン・クロウリー、浅倉久志,大森望,畔柳和代,柴田元幸訳） 2014.4　ISBN 978-4-336-05321-3
「古代の遺物」　
「彼女が死者に贈るもの」
「訪ねてきた理由」
「みどりの子」
「雪」
「ミソロンギ1824年」
「異族婚」
「道に迷って、棄てられて」
「消えた」
「一人の母がすわって歌う」
「客体と主体の戦争」
「シェイクスピアのヒロインたちの少女時代」
- 『ドリフトグラス』（サミュエル・R・ディレイニー、浅倉久志,伊藤典夫,小野田和子,酒井昭伸,深町眞理子訳） 2014.12　ISBN 978-4-336-05324-4
「スター・ピット」
「コロナ」
「然り、そしてゴモラ…」
「ドリフトグラス」
「われら異形の軍団は、地を這う線にまたがって進む」
「真鍮の檻」
「ホログラム」
「時は準宝石の螺旋のように」
「オメガヘルム」
「ブロブ」
「タペストリー」
「プリズマティカ」
「廃墟」
「漁師の網にかかった犬」
「夜とジョー・ディコスタンツォの愛することども」
「あとがき - 疑いと夢について」
「エンパイア・スター」
「ディレイニー小伝」（高橋良平）
「「時は準宝石の螺旋のように」のこと（伊藤典夫）
「「エンパイア・スター」推測だらけの訳者補記」（酒井昭伸）
- 『ジーン・ウルフの記念日の本』（ジーン・ウルフ、酒井昭伸,宮脇孝雄,柳下毅一郎訳） 2015.5　ISBN 978-4-336-05320-6
「鞭はいかにして復活したか」
「継電器と薔薇」
「ポールの樹上の家」
「聖ブランドン」
「ビューティランド」
「カー・シニスター」
「ブルー・マウス」
「私はいかにして第二次世界大戦に敗れ、それがドイツの侵攻を防ぐのに役立ったか」
「養父」
「フォーレセン」
「狩猟に関する記事」
「取り替え子」
「住処多し」
「ラファイエット飛行中隊よ、きょうは休戦だ」
「三百万平方マイル」
「ツリー会戦」
「ラ・ベファーナ」
「溶ける」
- 『愛なんてセックスの書き間違い』（ハーラン・エリスン、若島正,渡辺佐智江訳） 2019.5　ISBN 978-4-336-05323-7
「孤独痛」
「ガキの遊びじゃない」
「ラジオDJジャッキー」
「ジェニーはおまえのものでもおれのものでもない」
「クールに行こう」
「ジルチの女」
「盲鳥よ、盲鳥、近寄ってくるな!」
「パンキーとイェール大出の男たち」
「教訓を呪い、知識を称える」
- 『海の鎖』（伊藤典夫編、アンソロジー〈未来の文学〉） 2021.6　ISBN 978-4-336-05325-1
「偽態」（アラン・E・ナース）
「神々の贈り物」（レイモンド・F・ジョーンズ）
「リトルボーイ再び」（ブライアン・オールディス）
「キング・コング堕ちてのち」（フィリップ・ホセ・ファーマー）
「地を統べるもの」（M・ジョン・ハリスン）
「最後のジェリー・フェイギン・ショウ」（ジョン・モレッシイ）
「フェルミと冬」（フレデリック・ポール）
「海の鎖」（ガードナー・R・ドゾワ）